# Franklin M. Drew
Franklin M. Drew (* 19. Juli 1837 in Turner, Maine; † 1925) war ein US-amerikanischer Politiker und Offizier im Sezessionskrieg, der von 1868 bis 1871 Secretary of State von Maine war.

## Leben
Franklin M. Drew wurde in Turner geboren. Seinen Abschluss machte er am Bowdoin College im Jahr 1858. Er studierte Jura bei Bradbury, Merrill & Meserve in Augusta und erhielt am 3. April 1861 seine Zulassung als Anwalt im Kennebec County. Er war von 1860 bis 1861 Assistant Clerk des Repräsentantenhauses von Maine. Im Juni 1861 eröffnete er eine Anwaltskanzlei in Presque Isle. Er wurde im August des gleichen Jahres zum Bezirksstaatsanwalt ernannt, doch er lehnte ab und entschied sich für den Militärdienst.
Er war Captain des 15th Regiment Maine Volunteers vom 22. Oktober 1861 bis zum 10. September 1862, danach wurde er zum Major befördert und verließ nach drei Jahren am 26. Januar 1865 den Dienst im Rang eines Colonels.
Nach seinem Militärdienst eröffnete er eine Anwaltspraxis in Brunswick und war von 1886 bis 1887 Clerk des Repräsentantenhauses von Maine. Im Jahr 1868 wurde er zum Secretary of State gewählt. Dieses Amt hatte er bis 1871 inne. von 1872 bis 1875 war er U.S. Pension Agent in Augusta.
Im Jahr 1878 gründete er eine Partnerschaft mit M.T. Ludden in Lewiston bis zu dessen Tod im Jahr 1882, danach nahm er im Jahr 1891 L.G. Roberts als Partner auf. Zum Richter am Nachlassgericht des Androscoggin Countys wurde er im Jahr 1888 gewählt. 
Franklin M. Drew war mit Araminta B Woodman Drew (1837–1911) verheiratet. Das Paar hatte einen Sohn. Er starb im Jahr 1925, sein Grab befindet sich auf dem Pine Grove Cemetery in Brunswick.